# アフリカ属州

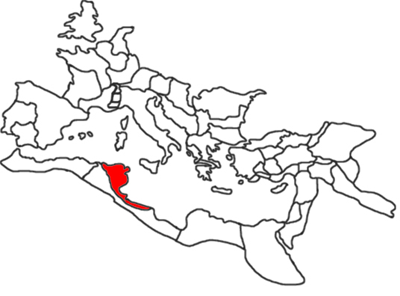
アフリカ属州の位置（116年頃）

アフリカ属州（アフリカぞくしゅう、Africa Province）は、ローマ帝国の属州で、かつてのカルタゴの支配領域が元となっている。領域の概要は、現代のチュニジア北部と地中海沿岸のリビア西部からなる。アフリカ属州は元老院属州であった。アフリカ属州の名は、ローマ帝国の後に同じ領域を支配したアラブ人にもイフリーキヤ（Ifriqiya）として残り、また、後世のアフリカ大陸の名前の由来ともなった。

## 歴史
古くは、アフリカを始め、ハドルメントゥム（en:Hadrumetum、現チュニジアの都市スース）やヒッポレギウス（en:Hippo_Regius、現アルジェリアの都市アンナバ）など主要な都市は、古代都市国家カルタゴの支配下にあった。

### ディオクレティアヌス以前
紀元前146年、共和政ローマは第三次ポエニ戦争でカルタゴを滅亡させ、カルタゴ領をローマの属州として再編し、アフリカ属州とした。州都はウティカ（Utica）に定めた。マシニッサが治めるヌミディア王国は、ローマの保護国（クリエンテス）として残った。この頃のローマが考えるアフリカの役割は単純で、シチリアのローマから遠い方の側に抵抗勢力が育つのを防ぐことであった。
紀元前118年、ヌミディアの王子ユグルタは、他の小王国を統合して領域を再編しようとした。しかし、ユグルタが死ぬと、彼が支配下においた領域の多くはローマ保護国の王ボックス1世（en:Bocchus_I）の支配下に収まった。
その後、ユグルタ戦争、ローマ内戦 (紀元前49年-紀元前45年)を経て、ガイウス・ユリウス・カエサルによってヌミディア王国が断絶すると、その旧領はアフリカ・ノウァ属州として再編された。更に初代ローマ皇帝アウグストゥスは、アフリカ属州とアフリカ・ノウァ属州を統合し、新たにアフリカ・プロコンスラリス属州として再編、アマエダラに第3軍団アウグスタを配置した。

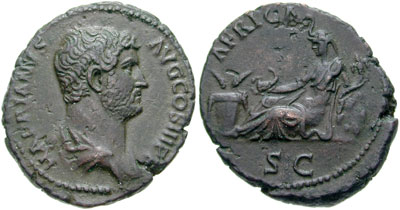
アフリカ属州を祝うハドリアヌス硬貨。アフリカの化身像は象の頭飾りを着けている。

後のクラウディウス帝によって、隣接する断絶したマウレタニア王国領がマウレタニア・カエサリエンシス属州とマウレタニア・ティンギタナ属州に再編された。アフリカ属州はその後、セプティミウス・セウェルス帝によって、旧ヌミディア領が分離された。ディオクレティアヌス帝の行政改革により、アフリカ属州、ヌミディア属州、マウレタニア・カエサリエンシス属州はアフリカ管区に統合され、7つの属州に再編された。

### ディオクレティアヌス以後
5世紀のゲルマン民族の大移動まで、北アフリカはローマ帝国の支配下として続いた。429年、ゲルマン民族の一部族であるヴァンダル族がスペインからアフリカ北部に侵入し、シチリア、コルシカ、サルデーニャおよびバレアレス諸島まで侵略して、439年にはヴァンダル王国を建設した。ヴァンダル族は王国を軍事統制し、ローマ系アフリカ人を厳しく区別して抑圧し、また、カトリック信仰を迫害した。しかし5世紀の終わりにはヴァンダル王国は勢力を失い、領土のほとんどをマウリ族や他の砂漠地帯の部族に奪われた。
533年、東ローマ帝国皇帝ユスティニアヌス1世は、ヴァンダル王国の内紛を口実に、アフリカの覇権を取り戻そうと将軍ベリサリウスの軍団を派遣した。ベリサリウスは短期間の戦闘でヴァンダル王国を破り、カルタゴに入って、属州におけるローマの統治を回復した。ローマは、砂漠地帯に暮らすベルベル人部族の攻撃をしのぎ、大規模な砦のネットワークを築いて再び内陸にも勢力を伸ばした。
皇帝マウリキウスのとき、北アフリカの属州は、スペインにあるローマ属州と共に、アフリカ総督の監督下におかれるアフリカ総督領（Exarchate of Africa）になった。この総督領は繁栄した。610年に暴君といわれる皇帝フォカスが処刑され、彼を倒したヘラクレイオスが新しい皇帝となったが、このヘラクレイオスの反乱はアフリカから起こっている。ヘラクレイオスは、短期間ではあるがカルタゴに戻って、首都もコンスタンティノープルからカルタゴに移そうとしたことがある。この事実からも、この時期のアフリカが繁栄し安定していたことがわかる。
640年以降、アフリカはイスラム教徒による激しい侵略にさらされた。しばらくは、侵略されるときもあったが、再び逆転して持ちこたえていた。しかし、698年にエジプトを拠点とするイスラム軍が総督府カルタゴを陥落させ、これによって北アフリカのローマ支配およびキリスト教支配は終わりを告げた。

## 経済
アフリカ属州の多くの都市は、農耕によって支えられていた。北アフリカは「ローマ帝国の穀倉」と呼ばれ、ひとつの試算によると、毎年百万トンの穀物を産出し、その4分の1が輸出されていた。その他に、豆、イチジク、ブドウや他の果物も産出した。2世紀頃になると、オリーブオイルも主要な輸出品目となった。農産物以外の主な輸出品目は、希少な野生動物、織物、大理石、ワイン、木材、陶器、羊毛などであった。